# Abigeila Voshtina
Abigeila Voshtina (Tirana, 1974) è una violinista albanese, attuale sovrintendente del Teatro nazionale dell'opera e del balletto di Tirana.

## Biografia

### Studi
All'età di 6 anni inizia gli studi di violino presso il Liceo Artistico “Jordan Misja” di Tirana, dove si diploma nel 1992.
Studia nei primi due anni all'Università delle Arti, dopo aver vinto il concorso per l'ILA, poi presso l'Istituto del College of Arts. Ha successivamente frequentato il Triennio presso la prestigiosa scuola di musica di Fiesole nel periodo che va dal 1994 al 1997, contemporaneamente all'Accademia Musicale Chigiana di Siena, dove le è stato conferito il Diploma di Merito e d'Onore. Ha completato, tra l'altro, la sua specializzazione negli Stati Uniti d'America presso la University of Indiana in Bloomington, con Franco Gulli.
Inoltre, ha approfondito i suoi studi presso l'Accademia Internazionale della Musica di Milano, dove si è diplomata al Conservatorio "G. Verdi" nel 2000.

### Carriera
Inizia una carriera di successo collaborando come violinista e primo violino con importanti orchestre italiane ed europee, tra cui Teatro della Scala, Orchestra Sinfonica Verdi, Solisti Veneti, Orchestra Toscanini, Orchestra Sinfonica di Tenerife, Orquesta Sinfonica de Murcia, Orquesta de Valles e molte altre in cui ha lavorato con i più famosi direttori d'orchestra del mondo tra cui: Riccardo Muti, Riccardo Chailly, Lorin Maazel, Georges Pretre, Kurt Masur, Mstislav Leopol'dovič Rostropovič, Valerij Abisalovič Gergiev, Rudolf Borisovic Barshai, Peter Maag, Mariss Jansons, Daniele Gatti.
Abigeila Voshtina ha proseguito la sua carriera da solista con i “Solisti Laudensi” perfezionando il repertorio barocco lombardo e fu riconosciuta subito dal pubblico come una delle violiniste dalla tecnica più brillante in funzione della musica.
Nel 2015 ha registrato come solista per l'etichetta TACTUS, musica italiana inedita e precedentemente eseguita, tre CD "Le romanze", "Trascrizioni storiche famose del 900 italiano" e recentemente "Ta piatto" per la casa editrice Media Print, eseguito con il violino "Dante Alfredo Guastalla" del 1936.
Da dicembre 2013 a novembre 2021, Voshtina ha ricoperto la carica di direttore artistico presso il Teatro Nazionale dell'Opera, del Balletto e dell'Ensemble Folklore (TKOBAP), nonostante ciò ha continuato la sua attività artistica con ritmo intenso come solista in Europa e project manager in diverse attività artistiche nazionali.
Nel novembre 2021 è stata nominata consigliere culturale della Presidenza del Consiglio per "Arte e artigianato", progetto avviato dal governo che comprende tutte le scuole statali del territorio nazionale per lo sviluppo dei talenti dei bambini.
Attualmente, Voshtina ricopre la carica di Direttore Generale di TKOBAP. È stata nominata dal Consiglio dei Ministri il 22 giugno 2022.
Nel maggio del 2021 ottiene l'Onorificenza Cavaliere della Stella d’Italia.